# Ґутково (Ольштин)
Ґутково (пол. Gutkowo) — житловий масив, розташований на північному заході міста Ольштин. Частина офіційного адміністративного поділу Ольштина. Колишнє село, у 1987 році включене в адміністративні межі міста як окремий район. Адміністративно Ґутково включає село Лупстих (пол. Łupstych).
Назва Ґутково походить від прусського засновника Ґодекена (пол. Godeken). Це було суто прусське селище, засноване у 1352 році. У 1375–1400 рр. тут побудовано костел, підлеглий парафії святого Якуба. У 1656 році село фігурує в реєстрі під назвою Getkowo і в ньому були дві корчми. З 1871 року тут утворено незалежну парафію, відтоді похорони відбувалися на місцевому кладовищі. У 1884 році збудували залізничну станцію. У 1987 році частину села (291,73 га) включено в адміністративні межі міста як житловий масив.